# Electronic System for Travel Authorization

Logo ESTA

Das Electronic System for Travel Authorization (ESTA; deutsch ‚Elektronisches System zur Anreisegenehmigung‘) ist ein elektronisches Reisegenehmigungssystem des Ministeriums für Innere Sicherheit der Vereinigten Staaten (Department of Homeland Security). Es ist als erweiterte Sicherheitsüberprüfung für Reisende in die USA aus Ländern, die am Visa-Waiver-Programm teilnehmen, eingeführt worden.
Eine Genehmigung ist für jegliche Anreise auf dem Luft- oder Seeweg erforderlich, sowohl bei geplanter Einreise als auch für Transitzwecke. Erfolgt die Einreise auf dem Landweg über die kanadische oder mexikanische Grenze, ist seit 1. Oktober 2022 ebenfalls eine ESTA erforderlich.
Die Genehmigung erstreckt sich nur auf die Anreise zu den USA, nicht jedoch auf die Einreise. Ob eine Einreise genehmigt wird, entscheidet nach der Ankunft ein Beamter der amerikanischen Zoll- und Grenzschutzbehörde vor Ort.
Reisende mit einem gültigen Visum sowie US-amerikanische Staatsangehörige benötigen keine ESTA-Genehmigung.

## Hintergrund
Grundlage für das neue Online-Reisegenehmigungsverfahren ist eine Änderung des Paragrafen 217 des Einwanderungs- und Staatsangehörigkeitsgesetzes (Immigration and Nationality Act). Demnach ist das Ministerium für Innere Sicherheit verpflichtet, die Sicherheit des Visa-Waiver-Programms (VWP) zu verbessern. Mit ESTA wird in erster Linie das Ziel verfolgt, die Daten aller ESTA-registrierten Reisenden vor Reiseantritt mit den amerikanischen Fahndungs- und Strafverfolgungslisten abzugleichen. Die Umstellung auf die elektronische Variante nach australischem Vorbild steht im Zusammenhang mit der Erweiterung der Liste von Ländern, die von der Visumspflicht befreit sind. Das entsprechende Verfahren in Kanada heißt Electronic Travel Authorization (eTA).

## Gültigkeit
Seit dem 1. August 2008 ist ESTA für Staatsbürger und teilnahmeberechtigte Staatsangehörige der am VWP teilnehmenden Länder über das Internet zugänglich. Seit dem 12. Januar 2009 sind alle Reisenden, einschließlich Kinder, im Rahmen des VWP dazu verpflichtet, eine elektronische Reisegenehmigung zu beantragen, bevor sie an Bord eines Transportmittels mit Reiseziel USA gehen. Eine Reisegenehmigung ist bis zu zwei Jahren gültig, es sei denn, sie wird vorher widerrufen oder der Reisepass wird vorher ungültig. Die Genehmigung gilt für mehrere Einreisen in die Vereinigten Staaten; der Antragsteller kann seine neue Zieladresse über die ESTA-Website selbst ändern. Die Reisegenehmigung muss bei Einreise noch gültig sein, jedoch darf sie vor Abreise auslaufen, wobei der gesamte Aufenthalt ohne Visum nicht mehr als 90 Tage dauern darf.

## Datenaustausch vor Reiseantritt und Datenspeicherung
Die Angaben, die bei der Reisebuchung von der Fluggesellschaft oder dem Reisebüro erhoben werden (z. B. Dauer und Ziel der Reise, Kreditkartennummern, Kontaktdaten, ggf. auch besondere Essenswünsche oder Angaben zu besonderen Hilfsmitteln bei einer Behinderung), werden von den Fluggesellschaften als sogenannte PNR-Daten (Passenger Name Record) in den Reservierungssystemen gespeichert. Die EU hat Abkommen mit den USA und anderen Staaten geschlossen, die die Übermittlung von Passagierdaten aus den Buchungs- und Reservierungssystemen vorsehen. So greifen etwa die Behörden der USA auf in den Reservierungssystemen der Fluggesellschaften vorhandene Passagierdaten zu und speichern sie im Regelfall 15 Jahre. Einige besonders sensible Daten, etwa zur Religionszugehörigkeit oder ethnischen Herkunft, werden vorab elektronisch herausgefiltert. Inwieweit die Daten allerdings weiterverwendet werden, ist unklar und wird heftig kritisiert.
Alle Betroffenen können ihre Datenschutzrechte nach dem Freedom of Information Act, etwa auf Auskunft und Berichtigung, bei der Zoll- und Grenzschutz-Behörde des Ministeriums für Innere Sicherheit der Vereinigten Staaten geltend machen.

## Antragstellung
- Reisende sollten mindestens 72 Stunden vor dem Abflug in die Vereinigten Staaten einen ESTA-Antrag stellen, das System erteilt eine Bestätigung oder Ablehnung meist innerhalb weniger Sekunden. Falls der Antrag abgelehnt wird, muss ein reguläres Visum beantragt werden,[6] was zusätzlich etwa vier bis acht Wochen benötigt.
- Familienmitglieder können die Registrierung für Verwandte vornehmen, zum Beispiel Eltern für ihre Kinder oder Reisebüros für ihre Kunden.
- Jeder Reisende muss personenbezogene Daten und Reisepassinformationen angeben sowie einige Fragen über die persönliche Vergangenheit beantworten.
- Zur Antragsstellung ist noch keine Angabe konkreter Reisepläne nötig; über die Registriernummer kann man Reisedetails einer bestehenden ESTA-Genehmigung nachträglich ändern.[7]
- Für die Antragstellung ist ein regulärer, biometrischer Reisepass mit einem elektronischen Chip erforderlich. Deutsche vorläufige- und Kinderreisepässe haben diesen Chip nicht.[8]

## Anzugebende Daten
Folgende Daten müssen beim Ausfüllen des ESTA-Formulars angegeben werden (Stand Juli 2017):
Informationen über den Antragsteller
- Familienname
- Vorname
- Künstlername
- Geschlecht
- Geburtsdatum
- Geburtsort und -land
- Namen der Eltern

Reisepassinformationen
- Reisepassnummer
- Ausstellungsland
- Ausstellungsdatum des Reisepasses
- Ablaufdatum des Reisepasses
- Land der Staatsbürgerschaft
- Nationale Identifikationsnummer (sofern vorhanden)
- Weitere Staatsbürgerschaften mit entsprechenden Angaben

Global-Entry-Mitgliedschaft (falls vorhanden)
Kontaktdaten
- E-Mail-Adresse
- Telefonnummer
- Heimatadresse

Soziale Medien (optional)
- Plattformen mit Benutzernamen

Notfallkontaktperson in den oder außerhalb der USA
- Familienname
- Vorname
- Telefonnummer
- E-Mail-Adresse

Reiseinformation
- Transit (ja/nein)?
- Adresse während des Aufenthalts in den USA
- US-Kontaktperson (Name, Adresse, Telefonnummer) (optional)

Arbeitgeberinformationen
- Arbeitgeber/Firma
- Jobbezeichnung
- Adresse
- Telefonnummer

Kreditkarteninformationen
- Vornamen
- Familienname
- Rechnungsadresse
- Kreditkartentyp
- Kreditkartennummer
- Ablaufdatum
- Sicherheitscode

Fragen betreffend Teilnahmeberechtigung (jeweils ja/nein)
- „Leiden Sie an einem körperlichen oder geistigen Gebrechen; missbrauchen Sie Drogen oder sind Sie drogensüchtig; oder leiden Sie gegenwärtig an einer der folgenden Krankheiten (ansteckende Krankheiten werden gemäß Section 361(b) des Public Health Service Act definiert): Cholera, Diphtherie, Tuberkulose (ansteckende), Pest, Pocken, Gelbfieber, virales hämorrhagisches Fieber (einschließlich Ebola, Lassa, Marburg, Krim-Kongo-Fieber), Akute Atemwegs-Erkrankungen (die auf andere übertragbar sind und wahrscheinlich tödlich sind)“
- „Wurden Sie jemals verhaftet oder eines Verbrechens überführt, das zu ernsthaften Sachschäden oder gravierenden Schäden für andere Personen oder Regierungsbehörden geführt hat?“
- „Haben Sie jemals Gesetzesübertretungen im Zusammenhang mit dem Besitz oder Gebrauch bzw. der Verteilung von illegalen Drogen begangen?“
- „Dachten Sie daran, sich an terroristischen Aktivitäten, Spionage, Sabotage oder Genozid zu beteiligen, oder haben Sie sich jemals an derartigen Aktivitäten beteiligt?“
- „Haben Sie jemals betrügerische Handlungen begangen oder haben Sie sich Anderen gegenüber fälschlich dargestellt, um ein Visum bzw. den Zutritt zu den Vereinigten Staaten zu erlangen, oder haben Sie anderen Personen dazu verholfen?“
- „Versuchen Sie gegenwärtig, Arbeit in den Vereinigten Staaten zu bekommen, oder waren Sie je zuvor ohne vorherige Erlaubnis der U.S. Regierung in den Vereinigten Staaten angestellt?“
- „Hat man Ihnen jemals ein U.S. Visum verweigert, das Sie mit Ihrem gegenwärtigen oder ehemaligen Pass beantragt haben, oder hat man Ihnen jemals den Zutritt zu den Vereinigten Staaten verweigert oder wurde Ihr Antrag auf Zutritt an einem U.S. Ankunftsort zurückgezogen?“
- „Sind Sie jemals länger als die Ihnen von der U.S. Regierung gewährte Aufenthaltsdauer in den Vereinigten Staaten geblieben?“
- „Sind Sie am oder seit dem 1. März 2011 in den Irak, Iran, Sudan, nach Kuba, Syrien, Libyen, Somalia oder in den Jemen gereist bzw. waren Sie dort anwesend?“

## Gebühr
Seit dem 8. September 2010 kostete der Antrag 14 Dollar, davor war die Bearbeitung gebührenfrei. Seit 26. Mai 2022 beträgt die Gebühr 21 Dollar. Die Gebühr wird bei Beantragen der ESTA-Erlaubnis fällig und muss innerhalb einer Woche per Kreditkarte oder PayPal bezahlt werden. Der US-Senat hatte einer entsprechenden Gesetzesinitiative zugestimmt, die ursprünglich eine bei der Antragstellung zu entrichtende Einreisegebühr von 10 US-Dollar vorsah, mit der touristische Reisen in die USA gefördert werden sollen. Die EU-Kommission äußerte „große Bedenken“ gegenüber der Gebühr: „Die EU hat mehrfach deutlich gemacht, dass die Einführung einer ESTA-Gebühr EU-Bürger mit Reiseziel USA zusätzlich belasten würde und mit der wiederholt versprochenen Förderung der transatlantischen Beziehungen und Zusammenarbeit unvereinbar sei.“ Bei Einreise auf dem Landweg aus Kanada oder Mexiko ist zusätzlich eine Gebühr von 6 Dollar für das Ein- und Ausreiseformular I-94 zu entrichten.

## Weitere Angebote

DHS-Siegel

Es gibt gewerbliche Webseiten, die mit offiziellem Anschein auftreten, das ESTA-Formular zum Ausfüllen anbieten und dafür zusätzliche Entgeltforderungen erheben.

## Ablehnung der Reisegenehmigung
Wurde die Anreise durch ESTA nicht genehmigt, muss der Betroffene vor seiner Reise in die Vereinigten Staaten bei einer US-Botschaft oder einem US-Konsulat ein Nicht-Einwanderungsvisum beantragen.

## Kritik
Aus mehreren Gründen steht das System in der Kritik:
- Fraglich ist der tatsächliche Gewinn an Sicherheit, der durch den Abgleich mit der Watch List erreicht wird.
- Datenschutzaspekte sind gänzlich ungeklärt.[5]